# ロイヤル・ナショナル・シアター
ロイヤル・ナショナル・シアター（Royal National Theatre、略称ナショナル・シアター）はイギリス・ロンドンのサウス・バンクにある国立劇場で、ロイヤル・シェイクスピア・カンパニー、ロイヤル・オペラ・ハウスと共に、イギリス政府が出資する三大舞台芸術劇場となっている。

## 概要
1976年、サー・デニス・ラズドゥンの設計により建設された。
劇場内には最大の劇場であるオリヴィエ劇場、リトルトン劇場、ドーフマン劇場の3つから成り立っている。現在はルーファス・ノリスが芸術監督である。
2009年より上演演目を映画館で上映するナショナル・シアター・ライヴを開始している。

## 歴代芸術監督
- ローレンス・オリヴィエ(1963–1973)
- ピーター・ホール(1973–1988)
- リチャード・エアー(1988–1997)
- トレヴァー・ナン(1997–2003)
- ニコラス・ハイトナー(2003–2015)
- ルーファス・ノリス(2015–)